# Фелицианова
Фелицианова (латыш. Felicianova) — населённый пункт в Циблском крае Латвии. Входит в состав Циблинской волости. Находится на правом берегу реки Лжа к востоку от города Лудза. По данным на 2017 год, в населённом пункте проживало 307 человек.

## История
Впервые упоминается в 1784 году как поместье Фелицианово.
В советское время населённый пункт входил в состав Циблского сельсовета Лудзенского района. В селе располагалась Передвижная механизированная колонна № 18 по водохозяйственному строительству